# Блакитна сукня
«Блакитна сукня» — українсько-французький драматичний фільм, знятий Ігорем Мінаєвим. Прем'єра стрічки в Україні відбулася 21 липня 2016 року на Одеському міжнародному кінофестивалі. Фільм розповідає про сина, який виявляє, що зовсім нічого не знає про свою померлу матір, її молодість та її минуле.

## У ролях
- Кевін Боаз
- Габріель Лазюр
- Лілія Огієнко
- Борис Невзоров
- Лембіт Ульфсак
- Микола Токар

## Виробництво
У фільмі показані фрагменти 4-х інших стрічок режисера Ігора Мінаєва.

## Визнання
| Нагороди та номінації фільму «Блакитна сукня» | Нагороди та номінації фільму «Блакитна сукня» | Нагороди та номінації фільму «Блакитна сукня» | Нагороди та номінації фільму «Блакитна сукня» | Нагороди та номінації фільму «Блакитна сукня» | Нагороди та номінації фільму «Блакитна сукня» |
| Рік                                           | Кінопремія / Кінофестиваль                    | Категорія / Нагорода                          | Номінант                                      | Результат                                     |                                               |
| --------------------------------------------- | --------------------------------------------- | --------------------------------------------- | --------------------------------------------- | --------------------------------------------- | --------------------------------------------- |
| 2016                                          | Одеський міжнародний кінофестиваль            | Найкращий український повнометражний фільм    | «Блакитна сукня»                              | Номінація                                     |                                               |